# 2003 v književnosti

## Nove knjige
- The Arraignment – Steve Martini
- Blue Horizon – Wilbur Smith
- Darwin's Children – Greg Bear
- The Delicate Storm –  Giles Blunt
- L'Empire des loups – Jean–Christophe Grangé
- The Face – Dean R. Koontz
- Harry Potter and the Order of the Phoenix – J. K. Rowling
- Holy Fools – Joanne Harris
- Jarhead – Anthony Swofford
- King of Torts – John Grisham
- The Last Jihad: roman – Joel C. Rosenberg
- Oryx and Crake – Margaret Atwood
- Pattern Recognition – William Gibson
- Six Wives: The Queens of Henry VIII – David Starkey
- The Wee Free Men – Terry Pratchett
- The Stairs Family of Halifax, 1775–1975 – James Frost
- The Tailgating Spinster Daniel C. Boyer

## Smrti
- 16. februar – Aleksandar Tisma (79)
- 12. marec – Howard Fast

## Nagrade
- Newberyjeva medalja za otroško književnost: Avi, Crispin: The Cross of Lead
- Nobelova nagrada za književnost: John Maxwell Coetzee